# Regne de Gwynedd
El Regne de Gwynedd fou un dels regnes del Gal·les medieval. Tradicionalment cobria l'àrea que es troba entre els rius Dyfi i Dee, al nord-oest de la regió geogràfica de Snowdonia (en gal·lès: Eryri) i que incloïa l'illa d'Anglesey (en gal·lès: Ynys Mon), i en què els governants del qual sovint al·ludien al seu llinatge per amenaçar la resta de pretendents al tron (tal com van fer Maelgwn Gwynedd, Owain Gwynedd, Llywelyn el Gran i Llywelyn l'Ultim). La geografia de la regió feu que als reis d'Anglaterra els costés imposar la seva voluntat per damunt dels senyors locals. A la família reial se l'anomena sovint casal de Cunedda, en honor del fundador del regne. La branca més antiga d'aquesta dinastia rep, a partir d'Anarawd ap Rhodri, el nom de casal d'Aberffraw, el qual era el títol i no necessàriament el lloc on residien. A començaments del segle xiii, el rei Llywelyn Fawr feu de la regió de Gwynedd que va de Bangor fins a Conwy, el centre de la seva administració, amb la seu de la casa reial a Garth Celyn, amb vistes a l'estret de Menai. Bangor era la seu de la catedral i a Conwy hi havia un monestir cistercenc amb forts lligams amb les altres comunitats europees. Llanfaes, que es troba just al costat de Garth Celyn, era un port pròsper i una petita ciutat comercial.

## Orígens i nom
Gwynedd cobria part del territori dels antics ordòvics, però la tradició atribueix la fundació del regne a Cunedda, que hi arribà amb els seus fills i seguidors provinents de Goddodin. El nom de Gwynedd deriva, probablement, del britònic *eneda i s'assembla al mot goidèlic (l'antecessor de l'irlandès) Féni (del qual se'n deriva fían, «escamot» en irlandès antic). Per tant, i segons sembla, el significat d'aquest nom és «país de les hosts» o «país dels escamots».
Els romans anomenaven Venedotia a la regió ocupada per uns colons irlandesos establerts aquí des del segle ii, la qual cosa reforça la hipòtesi que enllaça aquest nom amb l'antic lexema *ueneda. Sovint, emperò, se suggereix que el nom de Gwynedd no és res més que una forma mutada de Cunedda, i que per tant vol dir "regne d'en Cunedda", però no hi ha una base etimològica per poder afirmar això. Sigui quina sigui l'etimologia exacta del nom, el fet és que una làpida de final del segle v que ara es troba a Penmachno és la primera inscripció en què hi consta aquest nom. La làpida és en memòria d'un home anomenat Cantiorix i la inscripció, escrita en llatí, diu: "Cantiorix hic iacit / Venedotis cives fuit / consorbinos Magli magistrati", («Cantiorix jau aquí. Fou ciutadà de Gwynedd (Venedotia) i cosí de Maglos el magistrat»). Les paraules "ciutadà" i "magistrat" indiquen que les institucions romanes potser van prevaldre durant un temps després de la caiguda de l'imperi a Gwynedd.
El centre de poder original de Gwynedd fou Deganwy, on Maelgwn Gwynedd (mort l'any 547) hi tenia el baluard, però en èpoques posteriors es desplaçà a Aberffraw, a l'illa d'Anglesey. Per això, sovint al governant de Gwynedd se l'anomena "príncep d'Aberffraw" o "lord d'Aberffraw".

## Els primers successors de Cunedda
Segons Nennius, a la mort de Cunedda el govern del reialme es va repartir entre els seus fills: Dynod va rebre Dunoding, un altre fill anomenat Ceredig va rebre Ceredigion, i també van rebre part altres fills. Però alguns historiadors, com Davies, dubten que això sigui cert sinó més aviat una llegenda per tal d'explicar l'origen d'alguns topònims.
El successor de Cunedda, Einion Yrth ap Cunedda, va derrotar els irlandesos que encara quedaven a l'illa d' Anglesey vers l'any 470. El fill d'aquest, Cadwallon Lawhir ap Einion, va consolidar el reialme durant el període de pau que va haver després de la batalla del Mont Badon, en què els invasors anglosaxons van ser derrotats per diversos exèrcits de britans. El besnet de Cunedda, Maelgwn Gwynedd, va ser famós per celebrar el primer festival gal·lès (eisteddfod), però també va ser durament criticat en el sermó de Gildas de Rhuys.
A la mort de Maelgwn, l'any 547, a causa d'una epidèmia, el seu gendre Elidyr Mwynfawr de Strathclyde, va envair el reialme per desplaçar de la successió al fill de Maelgwn, Rhun Hir ap Maelgwn. Elidyr va ser aturat poca abans d'arribar a la cort i el van matar, però el seu exèrcit va continuar devastant el país. Rhun, en revenja, també va atacar Strathclyde. Després d'això no van haver més problemes i vers l'any 586 el va succeir el seu fill Beli ap Rhun.
Quan el fill de Beli, Iago, va arribar al poder vers el 599, la situació a l'illa de la Gran Bretanya havia canviat molt i s'estava posant perillosa per als petits regnes britans. La major part del nord estava ocupada pels angles de Deira i de Bernícia que estaven a punt d'unir-se per formar el regne de Northúmbria. Els regnes gal·lesos de Gwynedd i Powys van provar d'aturar l'avanç dels colons angles però van ser derrotats a la batalla de Chester l'any 613. Després d'aquest desastre la frontera dels regnes gal·lesos va recular fins a Chester.

## Cadwallon ap Cadfan
La batalla de Chester no va acabar definitivament amb la capacitat dels gal·lesos per enfrontar-se a la política expansionista dels anglosaxons. Un dels més poderosos reis de Gwynedd va ser Cadwallon ap Cadfan (c. 624 – 634), net de Iago ap Beli. Per començar, es va implicar en una campanya militar contra Northúmbria, però encara que va resultar desastrosa, va continuar fent incursions en terres dels angles i, després d'un seguit de derrotes èpiques, va cercar refugi a Anglesey i després a l'illa de Puffin, fins que es va veure forçat a exiliar-se a l'altra banda de la mar d'Irlanda, a Dublín, un lloc que acabaria acollint molts refugiats del casal de Gwynedd. Passat un temps va aplegar un exèrcit i va desembarcar a Dumnònia, regne que va alliberar de la pressió anglosaxona. Llavors va forçar Penda de Mèrcia a aliar-se amb ell contra Northúmbria. Durant aquesta campanya va aconseguir el que volia i va arribar fins a York, ciutat que saquejà el 633. Cadwallon va morir l'any següent en una altra batalla al nord. El seu fill, Cadwaladr, va seguir la mateixa política, mantenint a ratlla els anglosaxons.

## Rhodriel Gran

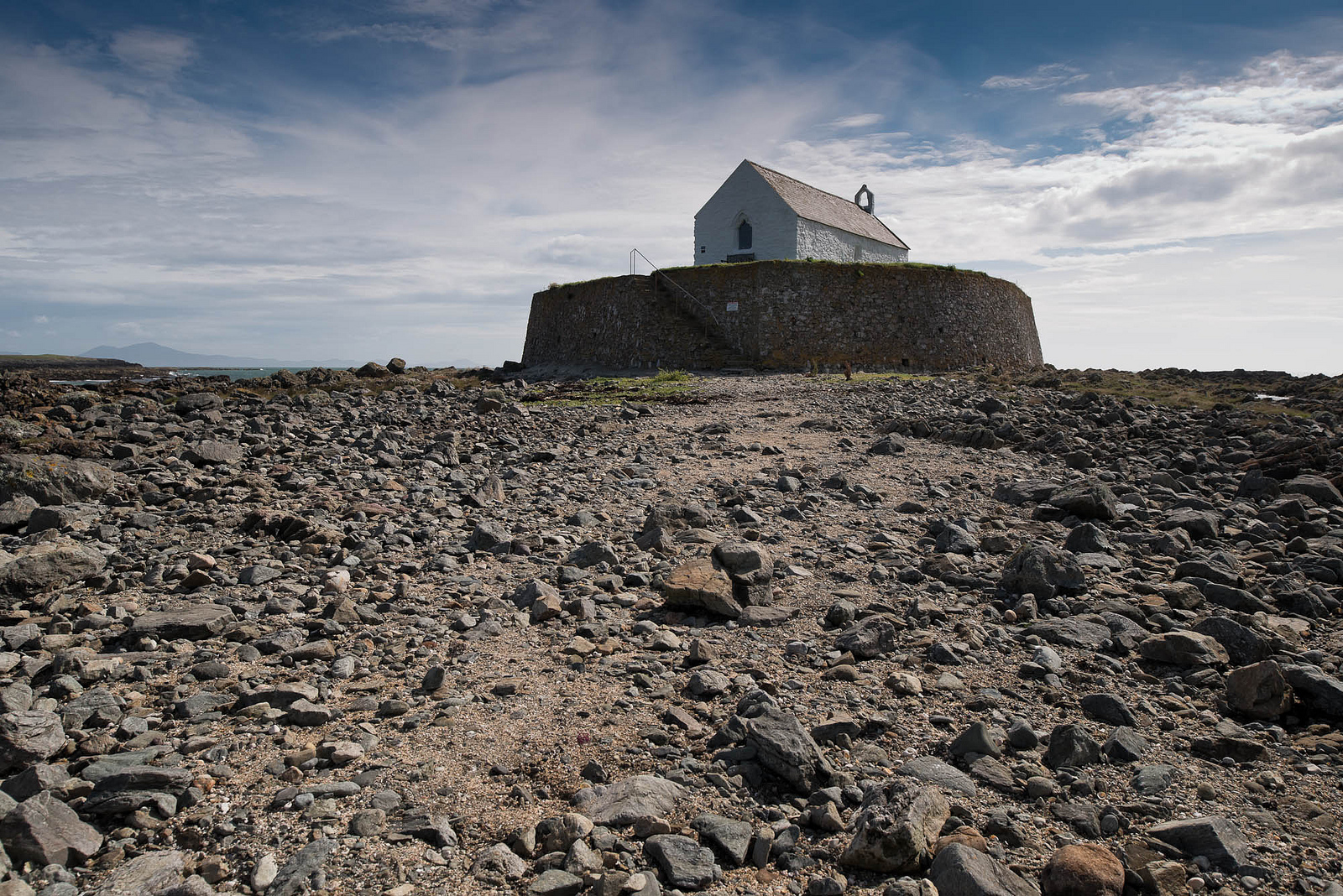
Església d'Aberffraw

Reconstrucció de l'extensió dels dominis de Rhodri el Gran en el moment de màxima expansió.
Territoris unificats per Rhodri el Gran
Morgannwg

A finals del segle ix i començaments del X, la costa de Gwynedd va patir atacs dels vikings. Amb la mort de Hywel ap Rhodri Molwynog la línia masculina dels descendents de Cunedda es va extingir i, aprofitant la lluita per la successió al tron, Coenwulf de Mèrcia va atacar Gwynedd el 817. El 825 el tron va passar a Merfyn Frych (Merfyn el Pigat), cosí d'Urien de Rheged. Merfyn es va casar amb Nest ferch Cadell, la germana de Cyngen ap Cadell, rei de Powys. La dinastia dels seus descendents seria el casal d'Aberffraw, anomenat així per la ciutat que era la seu episcopal.
Rhodri el Gran, fill de Merfyn, va unir Gwynedd i Powys quan el seu oncle, que era el rei de Powys, li va cedir el govern per anar a Roma de pelegrí. Després es va casar amb Angharad ferch Meurig, germana del rei Gwgon de Seisyllwg. Quan Gwgon va morir sense hereus el 872, Rhodri va esdevenir regent i finalment hi va instaurar el seu fill, Cadell ap Rhodri, com a vassall. Amb això, el seu domini va abastar la major part del país de Gal·les. A la mort de Rhodri els territoris es van dividir entre els seus fills, el fill gran Anarawd ap Rhodri va heretar Gwynedd, però des de llavors els reis de Gwynedd reclamarien la primacia sobre els altres.
La dinastia d'Aberffraw va quedar relegada el 942 per Hywel Dda, rei de Deheubarth, descendent d'una altra branca de Rodri el Gran. Això va passar perquè Idwal Foel, rei de Gwynedd, s'havia proposat desfer-se'n del creixent lideratge anglès i es va alçar en armes contra Edmund I. Idwal i el seu germà Elisedd van morir en la batalla. Seguint la tradició la corona havia de passar als seus fills, Ieuaf i Iago ab Idwal, però Hywel Dda els va expulsar a Irlanda i ell es va imposar com a rei de Gwynedd fins a la seva mort el 950, any en què el casal d'Aberffraw va ser restaurat.
Entre el 986 i el 1081 Gwynedd va ser un territori disputat per altres reis gal·lesos, un d'aquests va ser Gruffydd ap Llywelyn, de Powys, que es va fer amb el tron i el 1055 ja era rei de gairebé tot Gal·les. Finalment va ser derrotat per Harold II d'Anglaterra el 1063 i després va morir traït pels seus, que preferien això a continuar batallant contra Anglaterra. Bleddyn ap Cynfyn i el seu germà Rhiwallon, de la dinastia Mathrafal de Powys, germanastres de Gruffydd, van acordar un tractat de pau amb Harold i es van quedar amb el govern de Gwynedd i Powys.
Poc després de la conquesta normanda d'Anglaterra, el 1066, els cavallers normands van iniciar operacions de pressió contra la frontera de Gwynedd i van rebre suport intern: Bleddyn ap Cynfyn va morir el 1075 assassinat pel seu cosí Trahaearn ap Caradog. Trahaearn es va fer amb el tron però aviat li va disputar Gruffudd ap Cynan, el net exiliat de Iago ab Idwal ap Meurig, que havia estat vivint a Dublín. El 1081 Trahaearn va ser assassinat per Gruffudd en una batalla i la branca de Rhodri Mawr va ser restaurada en el reialme.

## Gwynedd en l'alta edat mitjana (1081-1283)

### La pressió normanda
Els normands, després de la revolta saxona al nord d'Anglaterra, van decidir castigar el territori i després van continuar amb Gal·les, decidits a subjugar tota l'illa de la Gran Bretanya. El comte de Chester, Hugh d'Avranches va capturar Gruffudd en una emboscada, i va donar el govern al seu cosí Robert de Rhuddlan. Malgrat que els cavallers normands van contrur castells per mantenir la seva posició, vers el 1100 la majoria de dinasties reials gal·leses van recuperar el control.

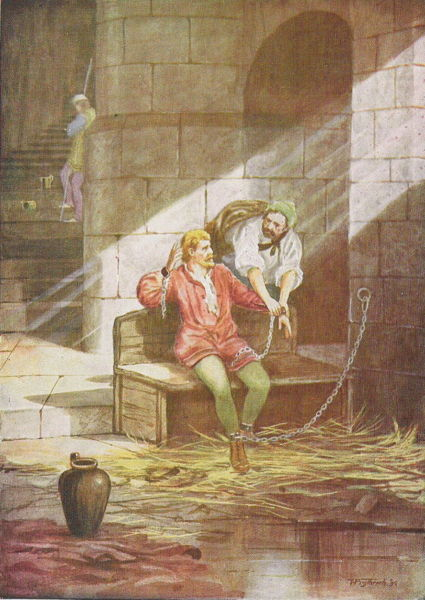
Gruffydd ap Cynan escapa del seu empresonament, il·lustració de T. Prytherch.

El comte Hugh va fer que Hervey le Breton fos escollit bisbe de Bangor el 1092, amb l'esperança que aquest l'ajudaria a tenir la població a favor, però no ho va aconseguir i es va veure obligat a anar pel carrer amb una espasa. Gruffudd va escapar del seu empresonament a Chester i va matar Robert de Rhuddlan en una batalla a Deganwy el 3 de juliol del 1093. Es va aliar amb Cadwgan ap Bleddyn, rei de Powys, per lluitar junts contra els normands, però van ser derrotats i obligats a fugir a Irlanda. mentre els normands celebraven la seva victòria va arribar un vaixell comandat per Magne III de Noruega que els va atacar. Els cavallers normands, desmoralitzats, van abandonar els plans de colonitzar territoris gal·lesos i es van retirar cap a Anglaterra. Owain ab Edwin, amic dels normands, es va erigir en rei de Gwynedd, però la gent li va posar el sobrenom de Traïdor. A finals del 1098 Gruffudd i Cadwgan van tornar i van recuperar llurs reialmes en els tres anys següents. Els territoris gal·lesos van quedar dividits en dues zones durant uns dos-cents anys: la Pura Wallia (Gal·les Pura) i la Marca, aquesta darrera sota control anglès.
Enric I d'Anglaterra va enviar un exèrcit contra Gwynedd i Powys el 1116, amb la secció d'avantguarda comandada per Alexandre I d'Escòcia. Owain ap Cadwgan de Ceredigion es va refugiar a les muntanyes, Maredudd ap Bleddyn de Powys els va sortir a l'encontre i es va sotmetre. Owain i Gruffudd van entrar en negociacions i no va haver enfrontament armat. El tracte era que Gruffudd continuaria governant peò hauria de pagar una elevada taxa a Anglaterra. El 1120 els fill de Gruffudd, Cadwallon, Owain i Cadwaladr, es van alçar en armes contra Anglaterra.
El 1120 dos nobles gal·lesos van entrar en conflicte: el senyor de Dyffryn Clwyd i el senyor de Rhufoniog; Powys es va implicar en suport de Rhufoniog i els normands de Chester es van implicar a favor de Dyffryn. Els dos bàndols van quedar tan debilitats amb la guerra que no van poder evitar que Gwynedd annexionés després aquest territoris. Els fills de Gruffudd van continuar expandint territori cap al sud, aprofitant lluites dinàstiques entre els vassalls de Powys fins que van establir el riu Conwy com a frontera. Els següents cent anys van ser de pau i prosperitat.

### Expansió de Gwynedd
El fill gran de Gruffudd ap Cynan, Cadwallon, va morir en les guerres d'expansió, per això quan el pare va morir el 1137, el fill segon, Owain, va heretar les terres tradicionals de Gwynedd, mentre que el menor, Cadwaladr, es va quedar amb les terres recentment adquirides. Owain i Cadwaladr eren molt diferents en caràcter. Cadwaladr es va implicar en l'operació de segrest i empresonament d'Esteve d'Anglaterra, però Owain es va mantenir al marge. El 1142 els dos germans van trencar relacions perquè Cadwaladr va estar involucrat en l'assassinat del príncep Anarawd ap Gruffudd de Deheubarth, aliat d'Owain i futur gendre seu. Owain va cremar el castell del seu germà i el va fer fora del país; però temps després Cadwaladr va tornar amb un exèrcit de vikings irlandesos per obligar-lo a restaurar-lo en el càrrec. De moment van fer les paus, però Cadwaladr va tornar a importunar Owain i el 1153 el va desterrar cap a Anglaterra. El 1157, Enric II, ajudat per Cadwaladr i Madog de Powys van anar contra Owen, però aquest va sospitar el que passava i va capturar el rei d'Anglaterra en una emboscada. Roger de Clare, va rescatar el rei i després tots van anar a atacar Anglesey. Owain va haver de retre vassallatge a l'anglès i retornar les terres al seu germà. El 1163, aprofitant que el rei anglès estava enemistat amb Thomas Becket, arquebisbe de Canterbury, va liderar una revolta de gal·lesos a favor de Becket, aquesta vegada amb Cadwaladr en suport seu. Quan es van enfrontar, l'exèrcit d'Enric II va veure que era inferior en nombre i va abandonar, però abans va capturar alguns gal·lesos als quals van mutilar com a represàlia.

### Guerra civil i usurpació 1170–1195
Els successors d'Owain van preferir emprar el títol de príncep de Gal·les al de rei de Gwynedd, en honor de les conquestes que Owain havia fet. Owain Gwynedd havia tingut dos fills abans de casar-se, amb una dona irlandesa: Rhun i Hywel. Owain va designar el primogènit com a successor, però aquest va morir abans que el pare i el successor va ser Hywel. De seguida es van formar dues faccions: els partidaris de Hywel i els que estaven a favor dels fills legítims, i va esclatar la guerra civil. Hywel va morir en la guerra al cap de pocs mesos, però llavors va començar la disputa entre els fills legítims. Dafydd es va fer amb el govern, va expulsar els altres rivals i per assegurar la seva posició va pactar amb el rei anglès, el qual li va oferir matrimoni amb la seva germanastra. El 1175 va tornar el seu germà Rhodri i el va obligar a repartir el reialme amb el riu Conwy com a frontera. El 1190 Dafydd va atacar Rhodri i aquest es va refugiar a l'illa de Man, on va trobar suport per tornar el 1193. L'any següent, Llywelyn el Gran, nebot de Dafydd, va aplegar tots els enemics de Dafydd i el van matar en una batalla a Aberconwy.

### Prínceps de Gal·les
Llywelyn el Gran va començar establint bones relacions amb Joan sense Terra i va annexar el sud de Powys. El 1210 el tractat de pau es va trencar quan Joan va envair Gwynedd, i Llywelyn li va haver de cedir la meitat de les terres. A la mort de Joan, Llywelyn va signar un tractat de pau amb Enric III d'Anglaterra. El 1241 Enric III va envair la part del teritori governada per Dafydd i el va obligar a abdicar. Dafydd va morir poc després i els fills del seu germà Gruffudd, van reivindicar el tron: Owain Goch ap Gruffydd i Llewelyn II. Quan un tercer germà anomenat Dafydd, va arribar a la majoria d'edat va exigir repartir el territori i això va portar a la guerra. Llywelyn va guanyar i va fer empresonar els altres dos.
Entre el 1255 i el 1258 Llywelyn va orquestrar una campanya contra Anglaterra i els seus seguidors l'aclamaven com a príncep de Gal·les. El 1264, aprofitant que els barons anglesos estaven revoltats contra el seu rei, Lywelyn va pactar amb Simó V de Montfort, però aquest va morir en la batalla d'Evesham i llavors Lywelyn va signar el Tractat de Montgomery (1267). Amb aquest tractat el rei d'Anglaterra el reconeixia com a príncep de Gal·les, cosa que va posar punt final al regne de Gwynedd.Quan Llywelyn va morir el 1282, tots els possibles successors van ser executats i el títol va passar a la corona d'Anglaterra.